# Kudoa thalassomi
Kudoa thalassomi is een microscopische parasiet uit de familie Kudoidae. Kudoa thalassomi werd in 2005 beschreven door Adlard, Bryant, Whipps & Kent. 